# Clara de Rimini
Clara de Rimini (Rimini, 1260 - ibídem, 10 de febrero de 1346) fue una religiosa franciscana italiana. Es venerada como beata por la Iglesia católica, y su memoria litúrgica se celebra el 10 de febrero.

## Hagiografía
Clara Agolanti nació en 1260 en Rímini. Su padre Onosdeo la crio con mano dura y con todo tipo de libertades, por lo que Clara creció entre torneos de caballeros y caballos, mientras que su madre Gaudiana, intentó que tomara la vida bondadosa de la contemplación. Sin embargo ella murió, y Onosdeo, al enviudar se volvió a casar con una viuda.
El hijo de dicha mujer se desposó con Clara, siendo ella muy joven aún, pero el matrimonio terminó con la muerte del joven, quién le heredó a Clara su inmensa fortuna. A esto se le sumó que su padre y su hermano murieron en medio de la guerra de los Agolanti contra los Malatesta, por el control de Rimini (quienes finalmente tomaron el control de la región años después), por lo que Clara heredó también la fortuna familiar. Al ser una de las personas más ricas de Rimini, se dedicó de lleno a los placeres que su dinero le proporcionaba, hasta que, con 34 años, un día pasando por una iglesia franciscana, sintió la necesidad de un cambio profundo en su vida.
Al día siguiente regresó a la iglesia donde se integró al servicio a los pobres y comenzó con una vida de miseria y privaciones. Tenía éxtasis y revelaciones constantes, producto de sus oraciones diarias. 
Por un tiempo se instaló en Urbino, por la enfermedad de uno de sus hermanos. De regreso a Rimini, fundó, con ayuda de su fortuna, el monasterio de Santa María de los Ángeles, que hoy en su honor se llama Santa Clara. Recibió del obispo de Rimini Guido Abasi la consagración dentro de las clarisas, rama de los franciscanas que seguía la regla especial de Santa Clara.
Fue superiora de su monasterio algunos años, hasta su muerte, a los 66 años entre 1324 y 1329, un 10 de febrero, y sus restos reposan hasta el día de hoy en dicho monasterio.